# Hilgard Muller
Pour les articles homonymes, voir Muller.
Hilgard Muller (né le 4 mai 1914 à Potchefstroom et mort le 10 juillet 1985 à Pretoria) est un avocat, un ambassadeur et un homme politique d'Afrique du Sud qui est notamment maire  de Pretoria (1953-1955), député de Pretoria-Est (1958-1961), député de Beaufort West (1964-1977) et ministre des Affaires étrangères d'Afrique du Sud de 1964 à 1977.

## Biographie
Hilgard Muller est diplômé de l'université de Pretoria, puis obtient une bourse Rhodes qui lui permet de poursuivre ses études à l'université d'Oxford où il obtient un doctorat en droit. Enseignant en droit à l'université de Pretoria (1941-1947), il exerce la profession d'avocat à Pretoria jusqu'en 1961. Membre du Parti national, il est aussi conseiller municipal de Pretoria (1951-1957) et maire de la capitale sud-africaine (1953-1955) avant d'être élu au parlement pour la circonscription de Pretoria-Est en 1958.
Haut commissaire (1961) puis ambassadeur sud-africain à Londres (1961-1964), il devient ministre des Affaires étrangères d'Afrique du Sud en 1964 sous le gouvernement d'Hendrik Verwoerd et est confirmé à ce poste en 1966 dans le gouvernement de John Vorster.
Personnalité de second plan, il joue néanmoins un rôle primordial dans le rapprochement de l'Afrique du Sud avec de nombreux pays d'Afrique noire (Côte d'Ivoire, Malawi, Botswana...) dans un contexte difficile marqué par la montée de la remise en cause internationale de la politique sud-africaine d'apartheid.
Le 2 avril 1975, Hilgard Muller effectue une visite-éclair à Salisbury, capitale de la Rhodésie qui contribue deux jours plus tard à la libération du révérend Ndabaningi Sitholé par le gouvernement rhodésien de Ian Smith.
Retiré de la vie politique en 1977, Muller est mort à Pretoria le 10 juillet 1985.